# Petitmagny
Petitmagny es una comuna francesa situada en el departamento del Territorio de Belfort, de la región de Borgoña-Franco Condado.
Los habitantes se llaman Bonboillots, Bonboillotes.

## Geografía
Está ubicada a 10 km al norte de Belfort.

## Demografía
| 107 | 108 | 139 | 193 | 261 | 290 | 273 |
| Para los censos de 1962 a 1999 la población legal corresponde a la población sin duplicidades (Fuente: INSEE [Consultar]) |     |     |     |     |     |     |